# Комунальний рух
Комуна́льний ру́х — у Західній Європі X–XIII століть рух містян проти сеньйорів за самоврядування та незалежність. Спочатку вимоги містян зводились до обмеження феодального тиску і скорочення поборів. Потім виникли політичні завдання — набуття міського самоврядування й прав. Боротьба велась не проти феодальної системи в цілому, а проти сеньйорів тих чи інших міст.
У південній Франції містяни домоглись незалежності без кровопролиття (IX–XII ст.). Міста північної Франції (Ам'єн, Лан, Бове, Суассон й інші) та Фландрії (Гент, Брюгге, Лілль) стали самоврядними в результаті запеклої, в основному збройної, боротьби. Містяни обирали зі свого кола раду, її голову — мера та інших посадових осіб, мали власний суд, воєнне ополчення, фінанси, самостійно встановлювали податки. Ці міста звільнялись від ренти та сеньйорських повинностей. Замість цього вони сплачували сеньйору певну невелику грошову ренту, у разі війни виставляли невеликий військовий загін, нерідко самі виступали як колективний сеньйор щодо селян навколишніх територій.
Міста північної та середньої Італії (Венеція, Генуя, Сієна, Флоренція, Лукка, Равенна, Болонья та ін.) стали комунами у IX–XII століттях; у Німеччині в XII–XIII століттях з'явились так звані імперські міста — вони формально підпорядковувались імператору Священної Римської імперії, але насправді були незалежними міськими республіками (Любек, Нюрнберг, Франкфурт-на-Майні та ін.)
Міста, розташовані на королівській землі, у країнах з відносно сильною центральною владою, не могли домогтись повного самоврядування; під владою сеньйорів залишалась і більшість дрібних міст, особливо тих, що належали духовним сеньйорам. Найважливіший результат боротьби міст із сеньйорами — звільнення більшості їхніх жителів від особистої залежності. Було встановлено також правило, відповідно до якого селянин, який втік до міста і прожив там «рік і один день», ставав вільним. Середньовічне прислів'я не дарма казала, що «міське повітря робить вільним».